# Valeriu Răchită
Valeriu Răchită (n. 30 mai 1970, Boldești-Scăeni, România) este un fost fotbalist român, fost antrenor principal și jucător la Petrolul Ploiești.

## Palmares

### PerioadaPetrolul Ploiești
Născut pe 30 mai 1970 în orașul prahovean Boldești-Scăeni, a jucat primul meci oficial pentru formația Metalul Plopeni. În 1990 și-a făcut debutul la Petrolul Ploiești, echipă la care avea să joace 5 sezoane și să câștige Cupa României în postura de căpitan al echipei.Pentru Petrolul Ploiești a fost titular în 169 de meciuri, în care a marcat 18 goluri.

### 1996-2002
Între anii 1996-1998 a jucat pentru formația bucureșteană Steaua, de la care a plecat la FC Onești, iar de aici la formația turcă Ankaragücü. S-a întors in România în anul 2000, când a evoluat pentru Farul Constanța. În același an a plecat în Bulgaria, la echipa Litex Lovech, unde a jucat 42 de meciuri în 2 ani, și a marcat 3 goluri.

### Ultima parte a carierei
În anul 2002 revine la Steaua București pentru 2 sezoane, unde joacă ultimele sale meciuri, în număr de 43.

## Titluri
- Petrolul Ploiești:
  - Cupa României: 1994-95
- Steaua București:
  - Divizia A: 1996–97, 1997–98,2004-2005
  - Cupa României: 1996–97
  - Supercupa României: 1997–98
- Litex Loveci:
  - Cupa Bulgariei: 2000-01